# 小行星1643
小行星1643（1643 Brown）是一颗绕太阳运转的小行星，为主小行星带小行星。该小行星于1951年9月4日发现。
該小行星以英國天文學家歐內斯特·威廉·布朗命名。

## 轨道参数
小行星1643的轨道半长轴为2.4892264 UA，离心率为0.201。